# Piwniczna-Zdrój (gmina)

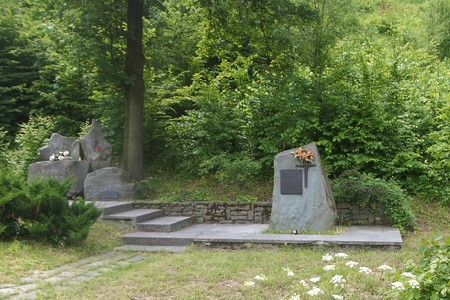
Pomnik pamięci na miejscu straceń w Młodowie

Piwniczna-Zdrój (do końca 2001 gmina Piwniczna) – gmina miejsko-wiejska w Polsce położona w województwie małopolskim, w powiecie nowosądeckim. W latach 1975–1998 gmina administracyjnie należała do województwa nowosądeckiego. Siedzibą gminy jest Piwniczna-Zdrój.
Sąsiaduje z gminami Łabowa, Muszyna, Nawojowa, Rytro, Szczawnica oraz ze Słowacją.

## Geografia
Gmina Piwniczna-Zdrój leży w południowej części powiatu, wzdłuż rzeki Poprad.
Gmina posiada obszar 126,7 km², w tym: użytki rolne 30%, użytki leśne 65%. Stanowi to 8,17% powierzchni powiatu.

## Sołectwa
Głębokie, Kokuszka, Łomnica-Zdrój, Młodów, Wierchomla Mała, Wierchomla Wielka, Zubrzyk oraz miasto Piwniczna-Zdrój.

## Historia
Miasto Piwniczna zostało lokowane w dniu 1 lipca 1348 roku na prawie magdeburskim przez Kazimierza Wielkiego „na surowym korzeniu” po obu stronach rzeki Poprad w miejscu zwanym „Piwniczną Szyją”. Organizacją nowego miasta zajął się mieszczanin nowosądecki Hanko, który równocześnie był pierwszym dziedzicznym wójtem Piwnicznej. Nadawca praw miejskich nie określił dokładnie obszaru przeznaczonego na lokalizację i nie wymienił ilości łanów, wspomniał tylko, że oddaje do dyspozycji zasadźcy przestrzeń leżącą między wioskami: Młodowem, Głębokiem, Łomnicą i Nartem (nazwa obecnie nie funkcjonująca, przypuszczalnie jest to teren w okolicy Mniszka).
Gmina zbiorowa Piwniczna została utworzona 1 sierpnia 1934 w powiecie nowosądeckim w woj. krakowskim z dotychczasowych jednostkowych gmin wiejskich: Kokuszka, Łomnica-Zdrój, Młodów, Obłazy Ryterskie, Roztoka Ryterska, Rytro, Sucha Struga, Wierchomla Mała, Wierchomla Wielka i Zubrzyk.
W 1939 roku do gminy wcielono anektowany w 1938 roku fragment czechosłowackiej doliny Popradu, obejmującej skrawek wsi Mniszek nad Popradem.
W czasie II wojny światowej w GG, w dystrykcie krakowskim.
Po wojnie powrócono do stanu sprzed wojny. Według stanu z dnia 1 lipca 1952 roku gmina składała się z 10 gromad: Kokuszka, Łomnica-Zdrój, Młodów, Obłazy Ryterskie, Roztoka Ryterska, Rytro, Sucha Struga, Wierchomla Mała, Wierchomla Wielka i Zubrzyk. Gmina została zniesiona 29 września 1954 roku wraz z reformą wprowadzającą gromady w miejsce gmin, a jej obszar podzielono na gromady:
- Łomnica Zdrój (Łomnica Zdrój, Wierchomla Mała, Wierchomla Wielka),
- Piwniczna (Kokuszka, Młodów).
- Rytro (Rytro, Obłazy Ryterskie, Roztoka Ryterska, Sucha Struga).
- Żegiestów (Zubrzyk).

Gminę Piwniczna reaktywowano 1 stycznia 1973 roku w powiecie nowosądeckim w woj. krakowskim o identycznym obszarze (11 sołectw = 10 gromad sprzed 1954 + Głębokie, do 1954 w granicach Piwnicznej).
1 czerwca 1975 gmina znalazła się w nowo utworzonym woj. nowosądeckim.
1 stycznia miasto i gminę wiejską Piwniczna połączono w jedną gminę miejsko-wiejską Piwniczna.
30 grudnia 1994 z gminy Piwniczna wyodrębniono nową gminę Rytro (Rytro, Obłazy Ryterskie, Roztoka Ryterska, Sucha Struga) w granicach dawnej gromady Rytro.
1 stycznia 2002 nazwę zarówno gminy jak i miasta zmieniono z Piwniczna na Piwniczna-Zdrój.

## Demografia

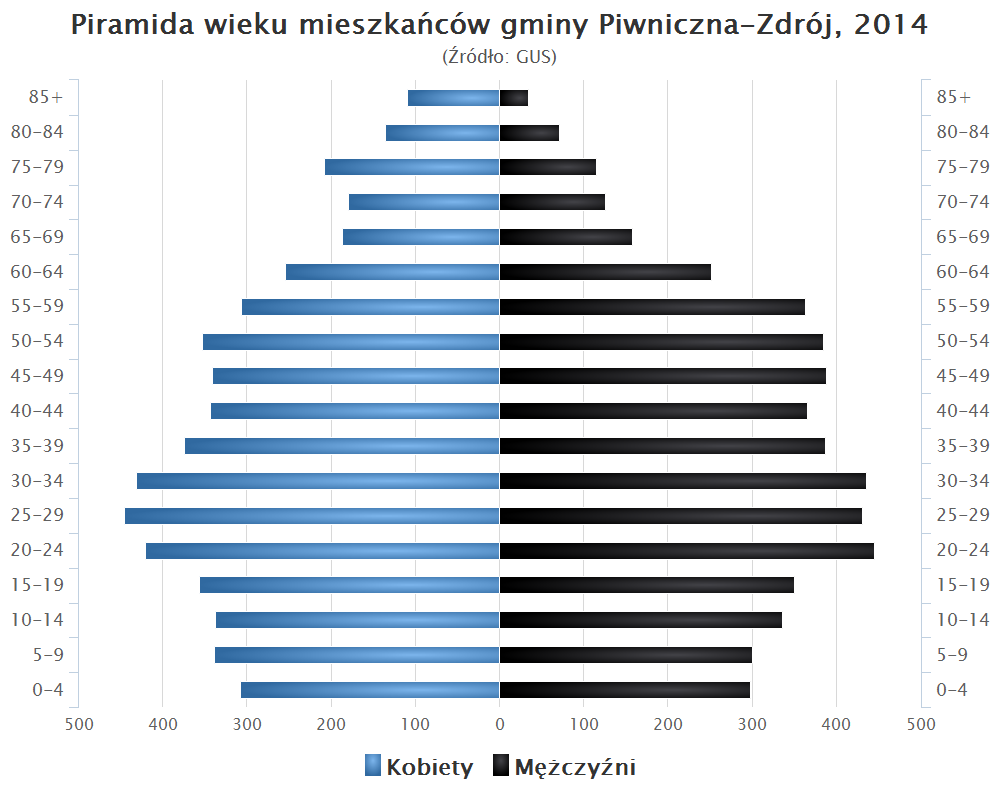
Piramida wieku mieszkańców gminy Piwniczna-Zdrój w 2014 roku

## Zabytki
- Zabytki Piwnicznej-Zdroju.
- Drewniana, greckokatolicka cerkiew w Wierchomli zbudowana w 1821 roku. Obecnie nosi wezwanie Michała Archanioła. Posiada konstrukcję zrębową i jest obita gontem. Dach kryty blachą wieńczą cebulaste wieżyczki. Wewnątrz ikonostas z drugiej połowy XIX wieku.
- Murowana greckokatolicka cerkiew pw. Św. Łukasza w Zubrzyku z 1875 roku. Wyposażenie cerkwi pochodzi z XVIII i XIX wieku. Nad nawą, prezbiterium i wieżą umieszczone są blaszane sygnaturki i hełmy z pozornymi latarniami. Obecnie jest użytkowana jako kościół rzymskokatolicki.

## Kultura
Zespoły artystyczne:
- Zespoły taneczne „Walentynki” i „Biało-Czarne” z Piwnicznej,
- Grupa Śpiewacza Kobiet z Młodowa,
- Kwintet mandolinowy z Piwnicznej,
- Regionalny Zespół „Dolina Popradu”,
- Orkiestra Dęta OSP z Piwnicznej.

## Turystyka
Najbardziej rozpowszechnioną dyscypliną sportów zimowych na terenie gminy jest narciarstwo.
Działa tutaj wiele wyciągów narciarskich (10 w Wierchomli Małej i 10 w Suchej Dolinie-Kosarzyskach).
W Wierchomli organizowane są cykliczne imprezy sportowe – narciarskie, rowerowe oraz wyścigi psich zaprzęgów. Jest tam też – zbudowana jako pierwsza w Polsce – profesjonalna trasa downhillowa.
Amatorom pieszych wędrówek gmina proponuje się gęstą sieć szlaków turystycznych. Popularna staje się górska turystyka konna i kajakarstwo górskie. Atrakcją turystyczną jest też spływ łodziami Doliną Popradu do Rytra.

## Uzdrowisko
Największym bogactwem naturalnym regionu są wody mineralne. W okolicach Piwnicznej-Zdroju występują szczawy wodorowowęglanowo-wapniowo-magnezowo-sodowe, w Wierchomli szczawy wodorowęglanowo-wapniowo-magnezowo-żelaziste. Źródła wód mineralnych występują także w Młodowie. Wykorzystywane są one w leczeniu choroby wrzodowej żołądka i dwunastnicy, nadkwaśnym nieżycie żołądka i stanach zapalnych jelit. Wspomagają też leczenie cukrzycy i stanów zapalnych trzustki.